# Danh sách trò chơi của Electronic Arts
Đây là danh sách trò chơi điện tử đã xuất bản hoặc được phát triển bởi Electronic Arts. Kể từ năm 1983 và bản phát hành năm 1987 của Skate or Die!, hãng đã lần lượt xuất bản và phát triển các trò chơi, gói trò chơi, cũng như một số sản phẩm phần mềm trước đó. Chỉ các phiên bản của trò chơi do EA phát triển hoặc xuất bản, cũng như số năm phát hành của các phiên bản đó mới được liệt kê ở đây.
| Được phát triển và xuất bản bởi EA |
| Chỉ được phát triển bởi EA         |
| Chỉ được xuất bản bởi EA           |
| Chỉ được phân phối bởi EA          |

## Thành phần
- Danh sách trò chơi của Electronic Arts: 1983–1999
- Danh sách trò chơi của Electronic Arts: 2000–2009
- Danh sách trò chơi của Electronic Arts: 2010 – nay